# 斜里岳
斜里岳（日语：／ shari-dake），是北海道知床半岛的火山，位于斜里岳道立自然公園內，山高1,547米。日本百名山之一。

## 概要
古時愛努語稱「onne-nupuri」（古老的山）。現在的「sar-i」在愛努語中意為「生长着芦苇的湿地」。
山頂部分為斜里岳、南斜里岳、西峰。別稱有鄂霍次克富士、斜里富士等。二等三角點名為「斜里岳」。
火山底部直徑約12公里，山體高950公尺。活動時期約30萬〜25萬年前。中央火山為火山穹丘，山頂有6個爆裂火山口。

## 登山
登山道有三條，一般多利用清里町側的登山道，中途會再分成澤筋的舊道與尾根筋的新道。登山口有山小屋「清岳莊」。

## 圖片

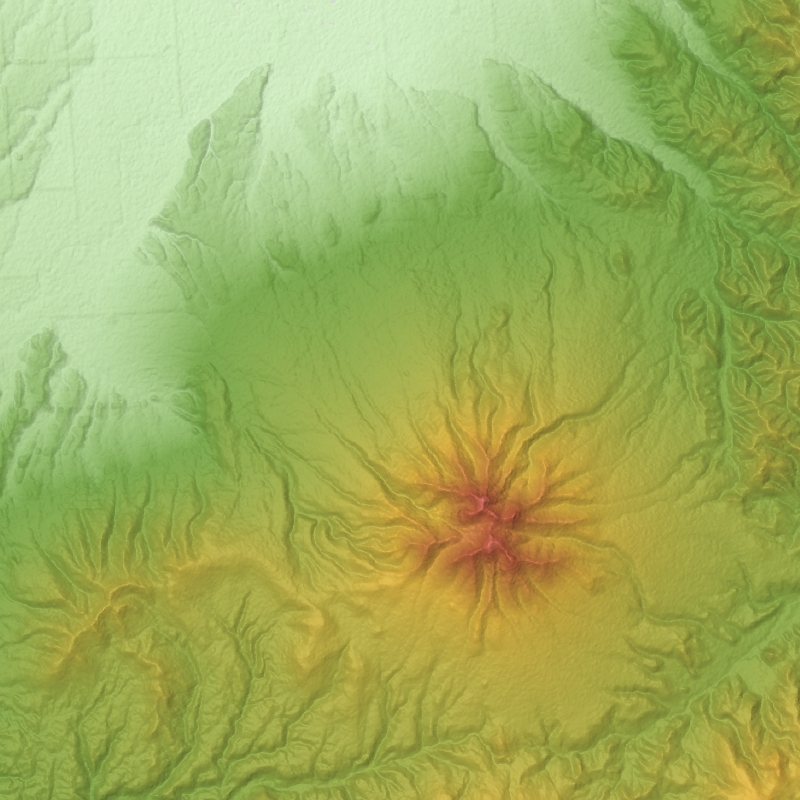
斜里火山地形圖
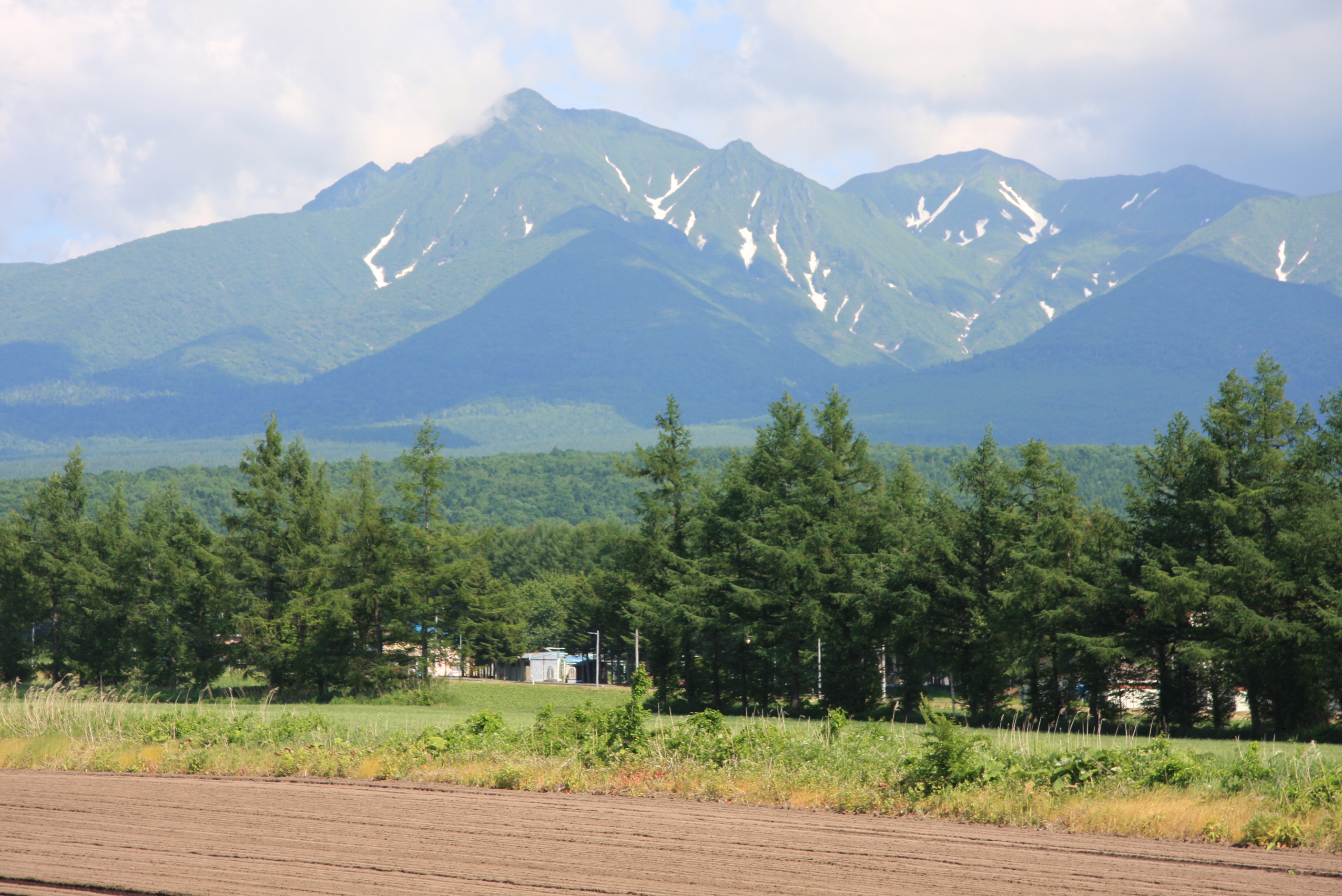
從西北方（清里町）遠望
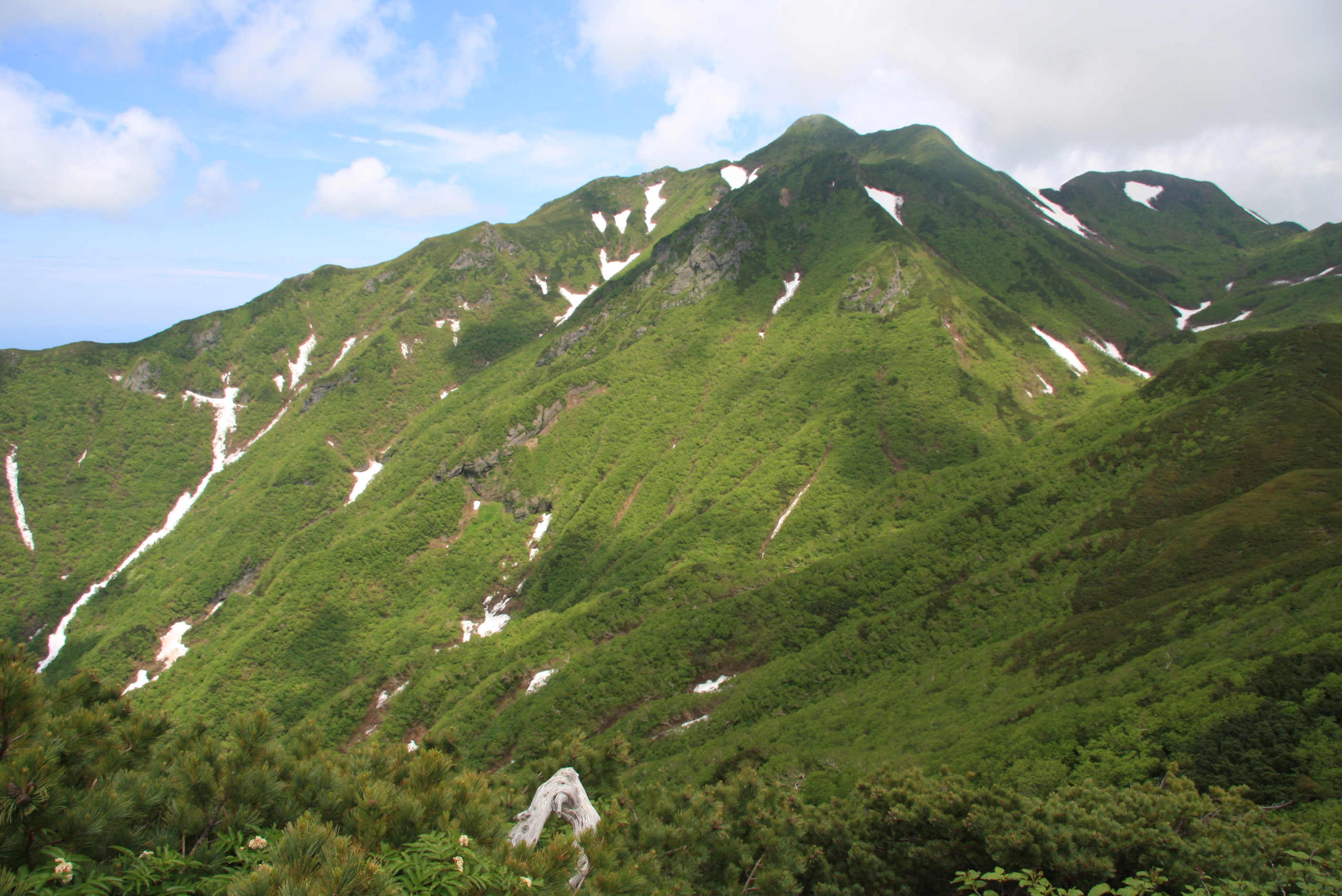
熊見峠遠望山頂

## 備註
1. ↑  地図閲覧サービス 2万5千分1地形図名：斜里岳(斜里) （页面存档备份，存于）（国土地理院、2010年12月30日閲覧）
2. ↑  日本の主な山岳標高：北海道 （页面存档备份，存于）（国土地理院、2010年12月29日閲覧）
3. 1 2 3 4 5 6  日本の第四紀火山 斜里岳 （页面存档备份，存于） - 産業技術総合研究所 地質調査総合センター、2017年3月閲覧
4. ↑  『日本百名山』深田久弥（著）、朝日新聞社、1982年、ISBN 4-02-260871-4
5. 1 2  斜里岳登山ガイド 斜里岳　実話・逸話・裏話 （页面存档备份，存于） - きよさと観光協会]、2014年10月閲覧
6. ↑  国土地理院 基準点成果等閲覧サービス （页面存档备份，存于）（國土地理院、2013年6月28日閲覧）
7. ↑  斜里岳道立自然公園 （页面存档备份，存于） - 北海道、2014年10月閲覧
8. 1 2  観光情報斜里岳 （页面存档备份，存于） - 清里町、2014年10月閲覧

## 關連項目
- 日本百名山
- 鄉土富士